# Crotalaria quercetorum
Crotalaria quercetorum är en ärtväxtart som beskrevs av Townshend Stith Brandegee. Crotalaria quercetorum ingår i släktet sunnhampor, och familjen ärtväxter. Inga underarter finns listade i Catalogue of Life.